# NGC 3837
NGC 3837 је елиптична галаксија у сазвежђу Лав која се налази на NGC листи објеката дубоког неба.
Деклинација објекта је + 19° 53' 41" а ректасцензија 11h 43m 56,6s. Привидна величина (магнитуда) објекта NGC 3837 износи 13,3 а фотографска магнитуда 14,3. Налази се на удаљености од 87,563 милиона парсека од Сунца. NGC 3837 је још познат и под ознакама UGC 6701, MCG 3-30-68, CGCG 97-89, ARAK 314, PGC 36476.